# 和気真綱
和気 真綱（わけ の まつな）は、平安時代初期の公卿。民部卿・和気清麻呂の五男。官位は従四位上・参議、贈正三位。

## 経歴
若くして大学寮で学び、史伝を読み漁った。延暦21年（802年）20歳で文章生に補せられ、延暦23年（804年）に初めて官吏に登用されて内舎人に任ぜられる。平城朝では治部少丞・中務少丞を歴任する。
嵯峨朝に入り、播磨少/大掾・蔵人・春宮少進を経て、弘仁6年（815年）従五位下・春宮大進に叙任される。その後、左右少弁・左右少将を経て、弘仁13年（822年）従五位上に、天長元年（824年）までに正五位下に叙せられた。また同年には、かつて父・和気清麻呂が建立し桓武天皇により定額寺に列格されていた神願寺について、寺域が汚れているとして、高雄山寺の寺域と交換して、新たに神護国祚真言寺と称して改めて定額寺することを、弟・仲世と共に言上して許されている。
その後、淳和朝から仁明朝にかけて、大/中弁を初めとして諸官を歴任し、重要な官職で就任しないものはなかったという。天長5年（828年）従四位下、承和4年（837年）従四位上・左近衛中将兼右大弁に叙任され、承和7年（840年）参議に任ぜられ公卿に列した。左近衛中将在任時には、俸禄と自らの私財により摂津国の良田を購入して、近衛府厨家に納め、その費用の足しにしたという（摂津国柏梨荘）。
その後右大弁として、承和9年（842年）に発生した承和の変、承和12年（845年）に発生した善愷訴訟事件の審理にあたるが、後者を巡って下僚である右少弁・伴善男の告発を受けて、自宅の門を閉じ、直後に憤死した。「塵の立つ道は人の目を遮ってしまう。不正な裁判の場で、一人で直言しても何の益があるだろうか。官職を辞めるべきだ。早く冥土に向かおう。」と憤慨しながら官職を追われて、この世を去ったと伝えられている。承和13年（846年）9月27日、卒去。享年64。最終官位は参議従四位上。なお同年11月には、真綱と共に告発された同僚4名の弁官は位記を奪われて、贖銅を科されるが、真綱は既に死去していることを理由に処罰を免れた。

## 人物
生まれつき人情に厚く、忠孝を兼ね備えていた。政務を執り行うにあたり、私利私欲や不正はなかった。素より仏教への信仰心があり、帰依していた。天台・真言両宗の立宗は、真綱と兄・広世の力によるものであるという。

## 官歴
注記のないものは『六国史』による。
- 延暦21年（802年） 日付不詳：文章生
- 延暦23年（804年） 5月17日：内舎人[4]
- 大同4年（809年） 2月13日：治部少丞[4]。6月29日：中務少丞[4]
- 弘仁2年（811年） 6月1日：播磨少掾[4]
- 弘仁3年（812年） 正月12日：播磨大掾[4]
- 弘仁4年（813年） 正月：蔵人[4]
- 弘仁5年（814年） 正月12日：春宮少進[5]
- 時期不詳：正六位上
- 弘仁6年（815年） 正月7日：従五位下。正月12日：春宮大進（春宮・大伴親王）
- 弘仁8年（817年） 8月16日：刑部少輔[4]
- 弘仁11年（820年） 閏正月10日：右少弁[4]。8月10日：左近衛少将[4]
- 弘仁12年（821年） 正月10日：左少弁[4]。4月1日：右近衛少将[4]。6月7日：従五位上[4]
- 弘仁14年（823年） 4月1日：兼内蔵頭[4]。4月19日：兼民部大輔[4]。5月13日：兼中務大輔[4]。6月23日：兼越前守[4]。9月28日：兼修理大夫[4]
- 時期不詳：正五位下
- 天長元年（824年） 正月11日：兼河内守[4]
- 天長4年（827年） 5月2日：右中弁[4]。6月9日：兼内匠頭、止弁[4]
- 天長5年（828年） 正月7日：従四位下。閏3月9日：兼摂津守[4]
- 天長7年（830年） 2月7日：兼宮内大輔[4]
- 天長8年（831年） 2月2日：兼刑部大輔[4]
- 天長10年（833年） 2月6日：兼伊予権守[4]。8月8日：木工頭、伊予権守如故
- 承和元年（834年） 2月5日：内蔵頭[4]
- 承和2年（835年） 12月24日：右大弁[4]
- 承和3年（836年） 2月7日：止内蔵頭[6]
- 承和4年（837年） 3月23日：兼左近衛権中将、右大弁如元。6月23日：兼左近衛中将
- 承和5年（838年） 正月7日：従四位上
- 承和7年（840年） 8月8日：参議、右大弁如元
- 承和11年（844年） 正月11日：兼美作守、右大弁如故
- 承和13年（846年） 正月15日：止弁[4]。9月27日：卒去（参議従四位上）、贈正三位[4]

## 系譜
- 父：和気清麻呂[1]
- 母：不詳
- 生母不詳の子女
  - 男子：和気豊永[7]
  - 男子：和気好道[7]
  - 男子：和気貞興[7]
  - 男子：和気観光[7]
- 養子女
  - 男子：和気貞臣（817-853）[7] - 弟・仲世の子